# Trioza abdominalis
Trioza abdominalis är en insektsart som beskrevs av Flor 1861. Trioza abdominalis ingår i släktet Trioza och familjen spetsbladloppor. Arten är reproducerande i Sverige. Inga underarter finns listade i Catalogue of Life.